# Jordanoleiopus gabonensis
Jordanoleiopus gabonensis là một loài bọ cánh cứng trong họ Cerambycidae.